# Американо-доминиканские отношения
Американо-доминиканские отношения — двусторонние дипломатические отношения между Соединёнными Штатами Америки и Доминиканской Республикой.

## История
Соединенные Штаты установили дипломатические отношения с Доминиканской Республикой в 1884 году. Политически, экономически и стратегически Доминиканская Республика в большей степени зависит от Соединенных Штатов, чем от любой другой страны. Соединенные Штаты имеют посольство в Санто-Доминго, а посольство Доминиканской Республики в Вашингтоне является самым важным среди дипломатических представительств страны. Доминиканцы иногда возмущались большим присутствием Соединенных Штатов в своей стране, а также снисходительным и покровительствующим отношением некоторых американцев. Они также возмущались вмешательством Соединенных Штатов в их внутренние дела, в частности военным вмешательством в 1965 году. Однако, большинство доминиканцев хорошо относились к Соединённым Штатам, положительно воспринимали туризм и эмиграцию в эту страну. Хотя доминиканцы негативно восприняли вмешательство Соединенных Штатов в 1965 году, они также опасались и бездействия этой страны в решении региональных конфликтов. В настоящее время отношения США с Доминиканской Республикой достаточно прочные. Оба правительства сотрудничают в борьбе с незаконным оборотом наркотических средств и предотвращении нелегальной эмиграции. Правительство США работает с доминиканскими властями для решения внутренних проблем этой страны.

## Торговля
Наиболее важным торговым партнером Доминиканской Республики является Соединенные Штаты. Страны являются участниками Соглашения о свободной торговле между Доминиканской Республикой и США, в которое также вошли пять центральноамериканских государств. Экспорт США в Доминиканскую Республику: нефтепродукты, нефть, сельскохозяйственная продукция, транспортные средства, хлопок, пряжа и ткань. Импорт США из Доминиканской Республики: оптические и медицинские инструменты, электрические компоненты, ювелирные изделия и золото, сельскохозяйственная продукция, табак и трикотаж.